# جان فيغو
جان فيغو ((بالفرنسية: Jean vigo)‏؛ 26 أبريل 1905 - 5 أكتوبر 1934) من أهم المخرجين الفرنسيين في الثلاثينات. أخرج أربع أعمال سينمائية قبل وفاته في سن مبكر بعمر 29 عاماً بسبب السُل .أخرج تحفته فيلم الأطلنطي وفيلمه القصير الرائع الذي مدته 44 دقيقة صفر للسلوك وفلمين قصيرين يعتبرا من أهم الأفلام الوثائقيات القصيرة فقط وأثرت أعماله على سينما الموجة الفرنسية الجديدة.

## حياته
ولد فيغو لإميلي كليرو وميغيل ألميريدا. قضى فيجو الكثير من حياته المبكرة هارباً مع والديه. وسجن والده وقتل في سجن فرين في 13 آب 1917.  وارسل فيغو إلى مدرسة داخلية تحت اسم جان ساليس ، لإخفاء هويته.
كان فيغو متزوجًا ولديه ابنة اسمها لوسي فيجو وهي تعمل كناقدة سينمائية. توفي عام 1934 بسبب مضاعفات مرض السل، الذي كان قد أصيب به قبل ثماني سنوات.

## أعماله
| ر | الاسم                         | الترجمة                 | السنة | ملاحظة        | الطول |
| - | ----------------------------- | ----------------------- | ----- | ------------- | ----- |
| 1 | À propos de Nice              | عن نيس                  | 1930  | وثائقي - قصير | 24m   |
| 2 | Jean Taris, Swimming Champion | جان تاريس ، بطل السباحة | 1931  | وثائقي - قصير | 10m   |
| 3 | Zero for Conduct              | صفر للسلوك              | 1933  | روائي - قصير  | 44m   |
| 4 | L'Atalante                    | الأطلنطي                | 1934  | روائي - طويل  | 89m   |

## الجوائز
منح جائزة معهد باراجانوف-فارتانوف بعد وفاته في عام 2011 عن فيلم صفر للسلوك وتم تقديمه لابنته الناقدة السينمائية الفرنسية لوسي فيجو . وكتب المخرج الأمريكي العظيم مارتن سكورسيزي رسالة للوسي فيجو لثناء على جان فيغو و المخرج السوفيتي الكبير سيرغي باراجانوف والمصور ميخائيل فارتانوف أن جميعهم كافحوا مع الرقابة المشددة.

## وصلات خارجية
جان فيغو على قاعدة بيانات الأفلام على الإنترنت